# 2008년 하계 올림픽 수구 여자 선수 명단
다음은 2008년 하계 올림픽 수구 여자 선수 명단이다.

## 같이 보기
- 2008년 하계 올림픽 수구 남자 선수 명단